# Nieuw-Maarsseveen

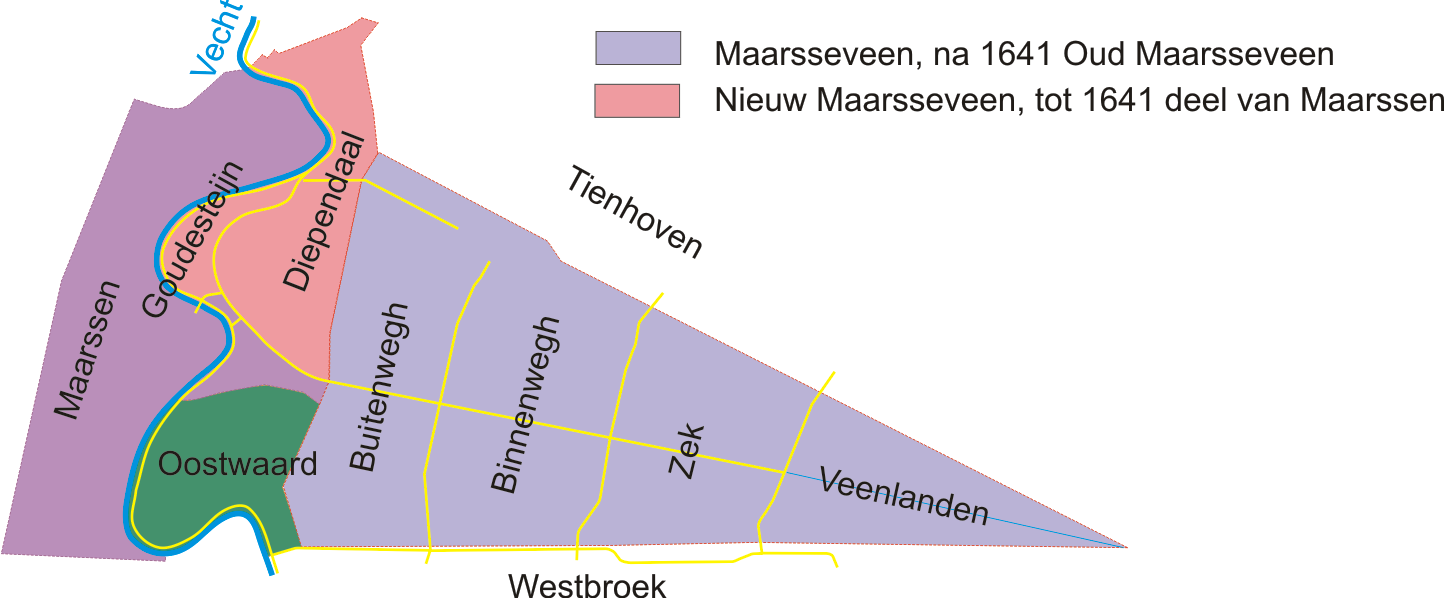
Kaart met de grenzen van Maarssen en Maarsseveen

Nieuw-Maarsseveen is de naam van een voormalig gerecht en gemeente in de provincie Utrecht.
De Amsterdammer Johan Huydecoper kocht in 1640 uit de domeinen van het gewest Utrecht het gerecht Maarsseveen. Hierdoor werd hij heer van Maarsseveen. In 1641/7 splitsten de Staten van Utrecht het grootste deel van het gebied van het gerecht Maarssen op de oostelijke oever van de Vecht af, dat voortaan het gerecht Nieuw-Maarsseveen ging vormen. Het betrof de gebieden Diependaal en Goudesteijn.
Het gerecht Maarsseveen werd sindsdien ook Oud-Maarsseveen genoemd. Huydecoper voerde de titels heer van Maarsseveen en Neerdijk.
De bewoners van Maarsseveen behoorden sinds 1604 kerkelijk onder Tienhoven, dat toen een eigen predikantsplaats kreeg. De bewoners van Nieuw-Maarsseveen bleven na 1640 kerkelijk onder Maarssen vallen.
Bij de vorming van de gemeenten in 1811 werd Nieuw-Maarsseveen een zelfstandige gemeente, waarvan de aktes van de burgerlijke stand nog getuigen.
De gemeente werd echter al op 1 januari 1812 samengevoegd met de gemeenten Oud-Maarsseveen, Breukeleveen en Tienhoven onder de naam Tienhoven. Per 1 januari 1818 veranderde de gemeentelijke indeling opnieuw: Oud- en Nieuw-Maarsseveen gingen samen de gemeente Maarsseveen vormen, die bleef bestaan tot de annexatie door Maarssen op 1 juli 1949. De gemeente Maarsseveen werd in de eerste jaren ook wel aangeduid als Nieuw-Maarsseveen, bijvoorbeeld in de processen-verbaal bij de kadastrale vastlegging van de gemeentegrenzen.
Bij de opheffing van de gemeente Maarsseveen kwam er een eind aan de situatie waarbij de gemeentegrens in het dorp Maarssen in het midden van de Kaatsbaan lag. De naam verdween dan ook van de landkaarten: er was weer één dorp Maarssen.